# Tolgay Arslan
Tolgay Ali Arslan (Paderborn, 16 agosto 1990) è un calciatore tedesco con cittadinanza turca, centrocampista del Sanfrecce Hiroshima.

## Biografia
Nasce a Paderborn da genitori turchi, originari di Çorum; il padre, agente immobiliare, vi si era stabilito quando Tolgay aveva 11 anni.

## Caratteristiche tecniche
Di ruolo centrocampista, è abile nella costruzione di gioco e nella rifinitura.

## Carriera

### Club
A sei anni il padre lo porta a vedere la partita del Grün-Weiß Paderborn, club locale in cui Tolgay inizia a tirare i primi calci. Nel 2003, a 13 anni, entra nel settore giovanile del Borussia Dortmund, dove rimane per sei anni prima di passare all'Amburgo nel 2009. Il 23 settembre 2009 debutta con l'Amburgo entrando al posto di Marcus Berg al 70º della partita di secondo turno di Coppa di Germania contro l'Osnabrück, persa ai tiri di rigore. Arslan esordisce in campionato il successivo 17 ottobre, nella partita pareggiata (0-0) contro il Bayer Leverkusen.
Nell'estate 2010 passa in prestito all'Alemannia Aquisgrana, con cui segna il primo gol tra i professionisti, alla quinta giornata della 2. Bundesliga 2010-2011 (vittoria per 3-1 contro l'FSV Francoforte). Disputa una buona stagione in seconda serie, con 6 gol segnati in 31 presenze in campionato.
Rientrato all'Amburgo, vi rimane per tre stagioni e mezzo in Bundesliga. Il 24 luglio 2012 segna il gol dell'Amburgo nell'amichevole partita persa per 1-2 contro il Barcellona.
Il 27 dicembre 2014 viene ufficializzato il suo passaggio in Turchia, al Beşiktaş, con cui firma un contratto di quattro anni e mezzo. Esordisce il 26 febbraio 2015 contro il Liverpool ai sedicesimi di nale di Europa League, subentrando al 60º minuto e segnando al 75º l'unico gol della partita, che porta l'incontro ai tempi supplementari e poi ai tiri di rigore, dove il turco segna l'ultimo tiro dei suoi prima dell'errore di Dejan Lovren che elimina i Reds.
Il 31 gennaio 2019 passa al Fenerbahçe per 5 milioni di euro.
Il 18 settembre 2020 viene acquistato dall'Udinese. Nove giorni dopo esordisce con i friulani, nonché in Serie A, nella partita in casa dell'Hellas Verona, persa per 1-0. Il 29 novembre, nella sfida esterna vinta per 3-1 contro la Lazio, realizza il primo gol con la maglia bianconera.
Nella sua seconda stagione con i friulani, segna il suo primo gol stagionale il 2 dicembre 2021, ancora in casa della Lazio, firmando al 99º minuto la rete del rocambolesco 4-4.
Dopo aver annunciato il proprio addio all'Udinese, alla scadenza naturale del proprio contratto, al termine della stagione 2022-2023, il 15 giugno 2023 Arslan viene acquistato a parametro zero dal Melbourne City, squadra della A-League, con cui firma un contratto biennale. Lungo la stagione 2023-2024, colleziona 34 presenze, 19 reti e sette assist con gli australiani, venendo anche incluso nella formazione ideale del torneo. Tuttavia, il 9 luglio 2024 viene annunciata la risoluzione consensuale del suo contratto con il club.
Il 22 luglio 2024 firma un contratto fino al 30 giugno 2025 con il Sanfrecce Hiroshima, società militante nella J-League.

## Statistiche

### Presenze nei club
Statistiche aggiornate all'8 dicembre 2024.
| Stagione          | Squadra              | Campionato        | Campionato | Campionato | Coppe nazionali | Coppe nazionali | Coppe nazionali | Coppe continentali | Coppe continentali | Coppe continentali | Altre coppe | Altre coppe | Altre coppe | Totale | Totale | Totale |
| Stagione          | Squadra              | Comp              | Pres       | Reti       | Comp            | Pres            | Reti            | Comp               | Pres               | Reti               | Comp        | Pres        | Reti        | Pres   | Reti   |        |
| ----------------- | -------------------- | ----------------- | ---------- | ---------- | --------------- | --------------- | --------------- | ------------------ | ------------------ | ------------------ | ----------- | ----------- | ----------- | ------ | ------ | ------ |
| 2009-2010         | Amburgo              | BL                | 5          | 0          | CG              | 1               | 0               | UEL                | 0                  | 0                  | -           | -           | -           | 6      | 0      |        |
| 2010-2011         | Alemannia Aquisgrana | 2L                | 31         | 6          | CG              | 4               | 0               | -                  | -                  | -                  | -           | -           | -           | 35     | 6      |        |
| 2011-2012         | Amburgo              | BL                | 8          | 1          | CG              | 0               | 0               | -                  | -                  | -                  | -           | -           | -           | 8      | 1      |        |
| 2012-2013         | Amburgo              | BL                | 25         | 0          | CG              | 1               | 0               | -                  | -                  | -                  | -           | -           | -           | 26     | 0      |        |
| 2013-2014         | Amburgo              | BL                | 32+1       | 1+0        | CG              | 4               | 0               | -                  | -                  | -                  | -           | -           | -           | 37     | 1      |        |
| 2014-gen. 2015    | Amburgo              | BL                | 13         | 0          | CG              | 2               | 0               | -                  | -                  | -                  | -           | -           | -           | 15     | 0      |        |
| Totale Amburgo    | Totale Amburgo       | Totale Amburgo    | 84         | 2          |                 | 8               | 0               |                    | 0                  | 0                  |             | -           | -           | 92     | 2      |        |
| gen.-giu. 2015    | Beşiktaş             | SL                | 16         | 0          | CT              | 3               | 1               | UEL                | 3                  | 1                  | -           | -           | -           | 22     | 2      |        |
| 2015-2016         | Beşiktaş             | SL                | 6          | 0          | CT              | 1               | 0               | UEL                | 0                  | 0                  | -           | -           | -           | 7      | 0      |        |
| 2016-2017         | Beşiktaş             | SL                | 30         | 0          | CT              | 3               | 0               | UCL+UEL            | 5+5                | 0                  | ST          | 1           | 0           | 44     | 0      |        |
| 2017-2018         | Beşiktaş             | SL                | 29         | 0          | CT              | 7               | 0               | UCL                | 6                  | 0                  | ST          | 1           | 0           | 43     | 0      |        |
| 2018-gen. 2019    | Beşiktaş             | SL                | 8          | 0          | CT              | 0               | 0               | UEL                | 8                  | 1                  | -           | -           | -           | 16     | 1      |        |
| Totale Beşiktaş   | Totale Beşiktaş      | Totale Beşiktaş   | 89         | 0          |                 | 14              | 1               |                    | 27                 | 2                  |             | 2           | 0           | 132    | 3      |        |
| gen.-giu. 2019    | Fenerbahçe           | SL                | 11         | 0          | CT              | 0               | 0               | UEL                | 1                  | 0                  | -           | -           | -           | 12     | 0      |        |
| 2019-2020         | Fenerbahçe           | SL                | 13         | 0          | CT              | 8               | 2               | -                  | -                  | -                  | -           | -           | -           | 21     | 2      |        |
| Totale Fenerbahçe | Totale Fenerbahçe    | Totale Fenerbahçe | 24         | 0          |                 | 8               | 2               |                    | 1                  | 0                  |             | -           | -           | 33     | 2      |        |
| 2020-2021         | Udinese              | A                 | 30         | 3          | CI              | 1               | 0               | -                  | -                  | -                  | -           | -           | -           | 31     | 3      |        |
| 2021-2022         | Udinese              | A                 | 30         | 1          | CI              | 3               | 0               | -                  | -                  | -                  | -           | -           | -           | 33     | 1      |        |
| 2022-2023         | Udinese              | A                 | 36         | 1          | CI              | 1               | 0               | -                  | -                  | -                  | -           | -           | -           | 37     | 1      |        |
| Totale Udinese    | Totale Udinese       | Totale Udinese    | 96         | 5          |                 | 5               | 0               |                    | -                  | -                  |             | -           | -           | 101    | 5      |        |
| 2023-2024         | Melbourne City       | AL                | 23+1       | 12         | AC              | 3               | 3               | ACL                | 6                  | 2                  | -           | -           | -           | 33     | 17     |        |
| lug.-dic. 2024    | Sanfrecce Hiroshima  | J1                | 14         | 8          | CG+CdL          | 2+2             | 1+1             | ACL-2              | 3                  | 0                  | -           | -           | -           | 21     | 10     |        |
| Totale carriera   | Totale carriera      | Totale carriera   | 362        | 33         |                 | 46              | 8               |                    | 37                 | 4                  |             | 2           | 0           | 447    | 45     |        |

## Palmarès

### Competizioni nazionali
- Campionato turco: 2

Besiktas: 2015-2016, 2016-2017
- Supercoppa del Giappone: 1

Sanfrecce Hiroshima: 2025